# Gonzalo Justiniano
Gonzalo Eugenio Justiniano Rodríguez (Santiago, 20 de desembre de 1955) és un director, productor i guionista de cinema xilè, guanyador de nombrosos premis internacionals. La seva cinematografia és de to sociològic.

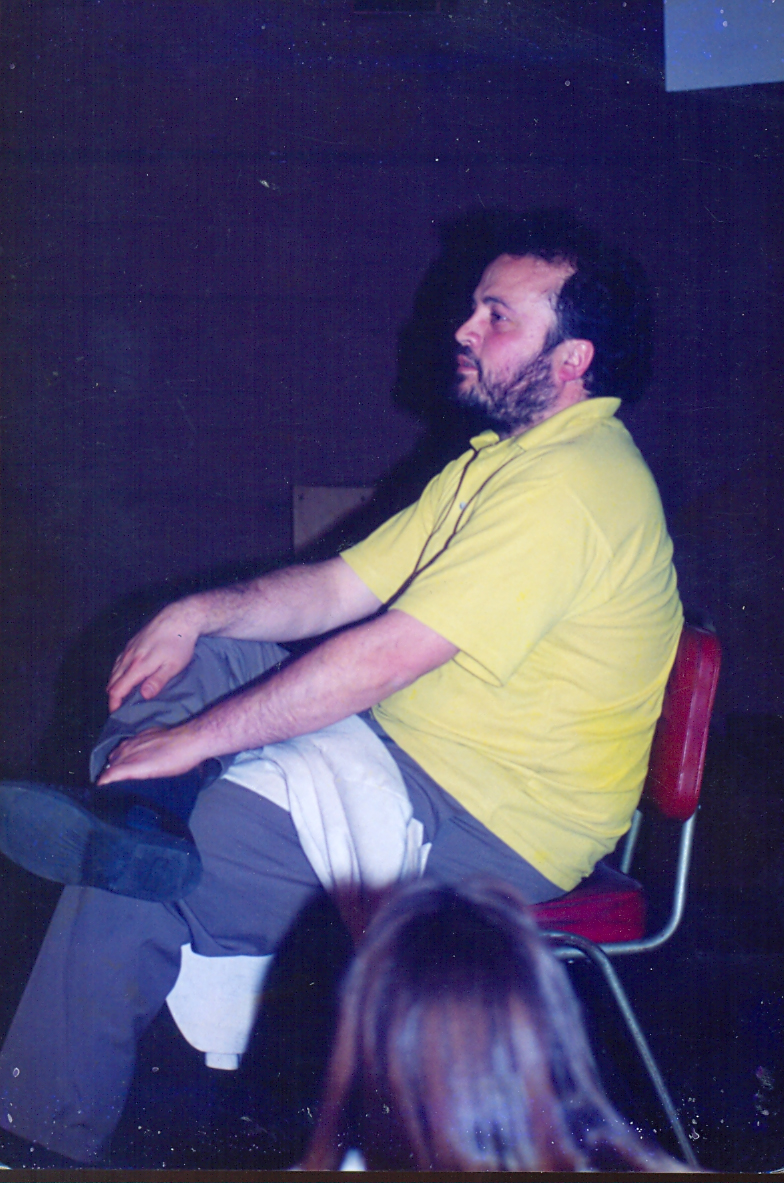
Justiniano el 1994.

## Carrera professional
Després de fer estudis en la Universitat de París i a l'Escola de Cinema Louis Lumière, en França, va tornar a Xile el 1984, realitzant un documental sobre el moviment punk xilè, amb el títol Los guerreros pacifistas. A l'any següent va dirigir el seu primer llargmetratge, Los Hijos de la Guerra Fría, que guanyaria el premi Opera Prima en Biarritz, el Fòrum Award Festival Internacional de Cinema de Berlín i el premi al millor director del Festival Internacional de Cinema de Cartagena de Indias.
El 1988 va presentar el film Sussi, que va obtenir un gran èxit de públic.
En la dècada de 1990 va realitzar els llargmetratges Caluga o menta (1990), Amnesia (1994) - guanyador de diversos premis en el Festival Internacional del Nou Cinema Llatinoamericà de l'Havana (1994), el Premi al Director jove en el Festival Internacional de Cinema de Friburg (1995), el Premi del Públic en el Festival Internacional de Berlín (1995) i el Premi Kikito d'or en el Festival de Cinema de Gramado (1995) -, i Tuve un sueño contigo (1999), guanyadora del Premi Claqueta i Millor pel·lícula iberoamericana al Festival Internacional de Cinema de Sant Sebastià.
En la dècada de 2000 va dirigir els films El Leyton (2002), basat en el conte La red de l'escriptor xilè Luis Alberto Acuña Gatillon, B-Happy (2003) - guanyadora de diversos premis internacionals -, i Lokas (2008).

## Filmografia
- Los hijos de la Guerra Fría (1985)
- Sussi (1988)
- Caluga o menta (1990)
- Amnesia (1994)
- Tuve un sueño contigo (1999)
- El Leyton: Hasta que la muerte nos separe (2002)
- B-Happy (2003)
- Lokas (2008)
- ¿Alguien ha visto a Lupita? (2011)
- Cabros de mierda (2017)[3]
- La francesita (2019)[4]

## Premis internacionals
- Premi Ópera Prima a Biarritz per Los hijos de la Guerra Fría (1985);
- Premi al Millor Director Llatí al Festival de Cinema de Nova York per ¿Caluga o menta? (El Niki);
- Premi del Públic sl Festival Internacional de Cinema de Berlín i millor pel·lícula en el Festival de Cinema de Gramado per Amnesia (1994);
- Premi Claqueta i millor pel·lícula iberoamericana al Festival de Sant Sebastià per Tuve un sueño contigo (1999);
- Premi C.I.C.A.E. del Fòrum de Berlín i esment especial del premi El Quixot en el Festival Internacional de Cinema de Berlín, el Contemporary World Cinema en el Festival Internacional de Cinema de Toronto, Premi a la Diversitat Cultural en el Festival Internacional de Cinema Independent de Buenos Aires, i el Segon Coral en el Festival Internacional del Nou Cinema Llatinoamericà de l'Havana, per B-Happy (2003)